# 北朝鮮によるフランス人拉致
北朝鮮によるフランス人拉致（きたちょうせんによるフランスじんらち）は、フランス国籍の一般市民が朝鮮民主主義人民共和国（北朝鮮）特殊機関の工作員などにより拉致・誘拐された事件および状態。深刻な人権侵害であり、フランス共和国に対する重大な主権侵害行為である。

## 証言
フランス人拉致被害者については、1978年1月にイギリス領香港で北朝鮮工作員によって拉致された、大韓民国の有名な女優崔銀姫が抑留生活のなかで聞いた話が彼女の手記に記録されている。それによれば、北朝鮮は外国人女性が必要だというとき、美男子で体格のよい工作員を当該国に潜入させ、場合によっては整形手術まで施すという。フランスに派遣された工作員は、東洋の富豪層の子息のふりをしてフランス人女性に接近して物量攻勢で誘惑し、彼女は誘惑に負けて工作員と婚約した。工作員は婚約記念旅行と称して中国国内を観光して平壌におびき寄せた。彼女には両親に挨拶をしたらパリに帰ろうと話し、平壌国際空港まで連れ出すと彼はいなくなり、代わりに別の工作員が現れた。彼女が婚約者を探してほしいと頼んでも、そんな者はここにはいないと返事して、彼女を軟禁し、洗脳工作を開始した。騙されたことを知ったフランス女性は、泣き叫んで抗議し、自分は法律を学んでおり、どんな経路を用いてでも国際機関に訴えると頑強に主張した。しかし、彼女はどこかに連行されてしまい、その後は消息が絶えてしまったという。崔銀姫は、のちに、この情報を伝えてくれたのは、招待所のなかだけを巡回する男性理容師だということを明らかにした。
崔銀姫と同じような情報を、北朝鮮元工作員の金賢姫も招待所（拉致被害者を主要する施設）に勤める世話係の女性から聞いた話として得ており、そのことは彼女の手記にも書かれている。
また、1978年のレバノン人女性拉致事件で拉致被害にあった女性4人のうち、解放された2人のレバノン人女性は、拉致後、北朝鮮で3人のフランス人女性。2人のオランダ人女性、3人のイタリア人女性を含む合計28人とともにスパイ訓練を受けたと証言している。

## 拉致の背景
金日成によって後継者に指名された金正日は、1976年の対南工作部門幹部会議において、工作員の現地化教育を図ること、そのために外国人を積極的に拉致するよう指令を出したといわれる。1977年、金正日は、北朝鮮の工作員たちに対し「マグジャビ」（手当たり次第）に外国人を誘拐するよう命じた。

## 現状と解決に向けた取り組み
法学を学んだフランス人女性の家族は、いまもフランスで彼女を待っているものと思われる。しかしながら、北朝鮮当局はフランス人拉致を未だ認めていない。外国人拉致は、相手国に対する主権侵害行為である。したがって、国際法にのっとり、原状回復すなわち拉致被害者の速やかな解放、犯人の相手国への引き渡し、公式な謝罪、被害者本人・家族に対する補償を行なわなければならない。